# Jayden Nikorima

a Compétitions nationales et continentales officielles uniquement.

b Matchs officiels uniquement.
Jayden Nikorima, né le 5 octobre 1996 à Palmerston North, est un joueur international māori de rugby à XIII évoluant au poste de demi de mêlée ou de demi d'ouverture dans les années 2010 et 2020.
Natif de Nouvelle-Zélande, il vient en Australie durant son adolescence et se forme au rugby à XIII dans l'État du Queensland aux côtés de son frère Kodi Nikorima, futur international néo-zélandais de rugby à XIII et joueur de premier plan de National Rugby League (NRL). Grand espoir également, Jayden Nikorima ne parvient toutefois pas à s'imposer en NRL, notamment à la suite d'une suspension pour un test positif à de la drogue en 2017.
Il est contractuellement lié durant deux saisons de 2016 à 2017 aux Sydney Roosters puis de 2022 à 2023 au Melbourne Storm, ce dernier lui donnant une seconde chance, mais il reste la grande partie du temps dans les équipes réserves de ces clubs en évoluant dans les antichambres de la NRL soit en New South Wales Cup soit en Queensland Cup. En 2024, il signe alors pour le club français des Dragons Catalans qui évolue en Super League.

## Biographie

### Enfance, jeunesse et débuts en rugby à XIII avec succès dans le Queensland
Jayden Nikorima naît le 23 mars 1989 à Palmerston North, ville située sur l'île du Nord de la Nouvelle-Zélande. Son grand fère, Kodi Nikorima, est également joueur de rugby à XIII, futur international néo-zélandais et joueur de premier plan de National Rugby League (NRL) dans les années 2010 et 2020.
À l'âge de dix ans, la famille Nikorima s'installe en Australie dans l'État du Queensland. Jayden intègre successivement les équipes de jeunes des clubs de rugby XIII environnants tels qu'Aspley Devils et Brisbane Broncos, et étudie au sein du « Wavell State High School ». En 2013, il incorpore l'équipe de rugby à XIII des moins de dix-huit ans du Queensland ainsi que l'équipe scolaire de l'équipe d'Australie nommée « Australian Schoolboys ».
Lors des années 2014 et 2015, Jayden Nikorima joue dans l'équipe des moins de vingt ans des Brisbane Broncos et dispute la Holden Cup mettant aux prises les équipes des moins de vingt-ans de la National Rugby League. Il en atteint la finale lors de l'édition 2014 avec son frère Kodi, perdue 34-32 contre celle des New Zealand Warriors. Parallèlement, il intègre l'équipe des moins de vingt-trois ans de l'équipe d'Australie, tout en poursuivant sa participation à celle du Queensland. Il est alors l'un des jeunes joueurs les plus suivis par les clubs de la NRL.

### 2016: Débuts en National Rugby League avec les Sydney Roosters
Composition des Roosters :
En août 2015, Jayden Nikorima annonce sa signature aux Sydney Roosters pour un contrat de trois ans. Il prend part à sa première rencontre avec les Roosters le 19 février 2016 comme demi d'ouverture aux côtés de Jackson Hastings à l’occasion des WOlrd Club Series contre St. Helens remportée 38-12. Cela est suivi par une participation de Nikorima aux sept premières rencontres de National Rugby League des Roosters de mars à avril 2016 où il inscrit son premier essai contre les Canberra Raiders. Toutefois, une blessures aux ischio-jambiers interrompt sa série et il ne réapparaît plus de la saison 2016 avec son club.
En 2017, Jayden Nikorima est mis à la disposition de l'équipe réserve des Roosters les Wyong Roos qui prennent part à la New South Wales Cup, antichambre de la NRL. En effet, l'arrivée de Luke Keary au poste de demi d'ouverture au sein des Roosters le prive de rencontres de NRL toute la saison, et Connor Watson lui est préféré comme doublure. Il réussit toutefois une saison pleine avec Wyong et prend part à la finale de New South Wales Cup perdue contre l'équipe réserve des Penrith Panthers 20-12.

### Fin 2017: Usages de drogues et lourdes conséquences
Fin 2017, Jayden Nikorima est déclaré positif à un test antidrogue, révélant des traces d'ecstasy, et se trouve aussitôt limogé par son club des Sydney Roosters qui mettent un terme à son contrat en NRL. Il est également suspendu de douze rencontres à compter de la saison 2018. En plus de ce test positif, il est poursuivi pour fausses déclarations auprès de la police en stipulant que la boisson ayant amené son test positif ne lui était pas destinée en reposant la culpabilité sur son coéquipier Brad Keighran. Condamné à une peine de six mois d'emprisonnement et une amende de 5 000 dollars australiens, Nikorima échappe à la prison en préférant consacrer douze mois de services auprès de la communauté.

### 2018-2021: Poursuite de sa carrière dans l'antichambre de la NRL
Après douze mois loin des terrains de rugby à XIII et libre de tout contrat, Jayden Nikorima  retourne dans le Queensland et s'engage avec l'une des équipes réserves de Brisbane Broncos nommés les Redcliffe Dolphins. Durant trois saisons, entrecoupées d'une saison blanche en 2020 en raison de la pandémie, Nikorima prend part à de nombreuses rencontres. Toutefois, il est la première saison en 2019 la doublure de Cory Paix au poste de demi de mêlée puis subit un turn-over important lors de la saison 2021 au poste de demi d'ouverture.

### 2022-2023: Retour en NRL avec le Melbourne Storm
En raison de son comportement irréprochable sur et en-dehors des terrains, la National Rugby League lui ouvre de nouveau ses portes et Jayden Nikorima signe au sein du Melbourne Storm, ce dernier lui donnant ainsi une seconde chance. Il est engagé comme la doublure du demi d'ouverture Cameron Munster, star de l'équipe. Ce dernier est rarement absent des terrains et contraint Nikorima à ne disputer qu'une rencontre de NRL en 2022 et en 2023. Il est ainsi amener à disputer la quasi-intégralité des saisons au sein des équipes réserves du Melbourne Storm disputant la Queensland Cup, soit Brisbane Tigers en 2022 puis Sunshine Coast Falcons.

### 2024: Départ pour les Dragons Catalans
Composition des Dragons Catalans :
Après deux saisons au Melbourne Storm où il ne prend part qu'à deux rencontres de NRL mais est titulaire indiscutable en équipe réserve, Jayden Nikorima répond positivement aux sollicitations du club français des Dragons Catalans engagés dans la Super League et entraînés par Steve McNamara, ce dernier l'ayant côtoyé lors de son passage aux Sydney Roosters en 2016. Il est recruté en tant que successeur de Mitchell Pearce parti à la retraite. Il est la quatrième recrue cette saison du club catalan après les signatures de Chris Satae, Théo Fages et Tariq Sims.

## Palmarès
- Collectif : 
  - Finaliste de la New South Wales Cup : 2017 (Wyong).

### Détails en club
| Saison | Saison                   | Championnat           | Championnat                                          | Championnat                                                           | Championnat                                                           | Championnat                                                           | Championnat                                                           | Championnat                                                           | Coupe                                                                 | Coupe                                                                 | Coupe                                                                 | Coupe                                                                 | Coupe                                                                 | Coupe                                                                 | Coupe                                                                 |
| Saison | Saison                   | Comp.                 | Class.                                               | M                                                                     | Pts                                                                   | Ess.                                                                  | Buts                                                                  | Dp.                                                                   | Comp.                                                                 | Class.                                                                | M                                                                     | Pts                                                                   | Ess.                                                                  | Buts                                                                  | Dp.                                                                   |
| ------ | ------------------------ | --------------------- | ---------------------------------------------------- | --------------------------------------------------------------------- | --------------------------------------------------------------------- | --------------------------------------------------------------------- | --------------------------------------------------------------------- | --------------------------------------------------------------------- | --------------------------------------------------------------------- | --------------------------------------------------------------------- | --------------------------------------------------------------------- | --------------------------------------------------------------------- | --------------------------------------------------------------------- | --------------------------------------------------------------------- | --------------------------------------------------------------------- |
| 2016   | Sydney Roosters          | National Rugby League | 15e                                                  | 7                                                                     | 4                                                                     | 1                                                                     | -                                                                     | -                                                                     |                                                                       |                                                                       |                                                                       |                                                                       |                                                                       |                                                                       |                                                                       |
| 2017   | → Wyong Roos             | New South Wales Cup   | Finaliste                                            | La New South Wales Cup est l'antichambre de la National Rugby League. | La New South Wales Cup est l'antichambre de la National Rugby League. | La New South Wales Cup est l'antichambre de la National Rugby League. | La New South Wales Cup est l'antichambre de la National Rugby League. | La New South Wales Cup est l'antichambre de la National Rugby League. | La New South Wales Cup est l'antichambre de la National Rugby League. | La New South Wales Cup est l'antichambre de la National Rugby League. | La New South Wales Cup est l'antichambre de la National Rugby League. | La New South Wales Cup est l'antichambre de la National Rugby League. | La New South Wales Cup est l'antichambre de la National Rugby League. | La New South Wales Cup est l'antichambre de la National Rugby League. | La New South Wales Cup est l'antichambre de la National Rugby League. |
| 2018   | Suspendu                 | Suspendu              | Suspendu                                             | Suspendu                                                              | Suspendu                                                              | Suspendu                                                              | Suspendu                                                              | Suspendu                                                              | Suspendu                                                              | Suspendu                                                              | Suspendu                                                              | Suspendu                                                              | Suspendu                                                              | Suspendu                                                              | Suspendu                                                              |
| 2019   | Redcliffe Dolphins       | Queensland Cup        | 2e tour                                              | La Queensland Cup est l'antichambre de la National Rugby League.      | La Queensland Cup est l'antichambre de la National Rugby League.      | La Queensland Cup est l'antichambre de la National Rugby League.      | La Queensland Cup est l'antichambre de la National Rugby League.      | La Queensland Cup est l'antichambre de la National Rugby League.      | La Queensland Cup est l'antichambre de la National Rugby League.      | La Queensland Cup est l'antichambre de la National Rugby League.      | La Queensland Cup est l'antichambre de la National Rugby League.      | La Queensland Cup est l'antichambre de la National Rugby League.      | La Queensland Cup est l'antichambre de la National Rugby League.      | La Queensland Cup est l'antichambre de la National Rugby League.      | La Queensland Cup est l'antichambre de la National Rugby League.      |
| 2020   | Redcliffe Dolphins       | Queensland Cup        | Édition annulée en raison de la pandémie de Covid-19 | Édition annulée en raison de la pandémie de Covid-19                  | Édition annulée en raison de la pandémie de Covid-19                  | Édition annulée en raison de la pandémie de Covid-19                  | Édition annulée en raison de la pandémie de Covid-19                  | Édition annulée en raison de la pandémie de Covid-19                  | Édition annulée en raison de la pandémie de Covid-19                  | Édition annulée en raison de la pandémie de Covid-19                  | Édition annulée en raison de la pandémie de Covid-19                  | Édition annulée en raison de la pandémie de Covid-19                  | Édition annulée en raison de la pandémie de Covid-19                  | Édition annulée en raison de la pandémie de Covid-19                  | Édition annulée en raison de la pandémie de Covid-19                  |
| 2021   | Redcliffe Dolphins       | Queensland Cup        | 2e tour                                              | La Queensland Cup est l'antichambre de la National Rugby League.      | La Queensland Cup est l'antichambre de la National Rugby League.      | La Queensland Cup est l'antichambre de la National Rugby League.      | La Queensland Cup est l'antichambre de la National Rugby League.      | La Queensland Cup est l'antichambre de la National Rugby League.      | La Queensland Cup est l'antichambre de la National Rugby League.      | La Queensland Cup est l'antichambre de la National Rugby League.      | La Queensland Cup est l'antichambre de la National Rugby League.      | La Queensland Cup est l'antichambre de la National Rugby League.      | La Queensland Cup est l'antichambre de la National Rugby League.      | La Queensland Cup est l'antichambre de la National Rugby League.      | La Queensland Cup est l'antichambre de la National Rugby League.      |
| 2022   | Melbourne Storm          | National Rugby League | 1er tour                                             | 1                                                                     | -                                                                     | -                                                                     | -                                                                     | -                                                                     |                                                                       |                                                                       |                                                                       |                                                                       |                                                                       |                                                                       |                                                                       |
| 2022   | → Brisbane Tigers        | Queensland Cup        | 1er tour                                             | La Queensland Cup est l'antichambre de la National Rugby League.      | La Queensland Cup est l'antichambre de la National Rugby League.      | La Queensland Cup est l'antichambre de la National Rugby League.      | La Queensland Cup est l'antichambre de la National Rugby League.      | La Queensland Cup est l'antichambre de la National Rugby League.      | La Queensland Cup est l'antichambre de la National Rugby League.      | La Queensland Cup est l'antichambre de la National Rugby League.      | La Queensland Cup est l'antichambre de la National Rugby League.      | La Queensland Cup est l'antichambre de la National Rugby League.      | La Queensland Cup est l'antichambre de la National Rugby League.      | La Queensland Cup est l'antichambre de la National Rugby League.      | La Queensland Cup est l'antichambre de la National Rugby League.      |
| 2023   | Melbourne Storm          | National Rugby League | 1/2 finale                                           | 1                                                                     | -                                                                     | -                                                                     | -                                                                     | -                                                                     |                                                                       |                                                                       |                                                                       |                                                                       |                                                                       |                                                                       |                                                                       |
| 2023   | → Sunshine Coast Falcons | Queensland Cup        | 2e tour                                              | La Queensland Cup est l'antichambre de la National Rugby League.      | La Queensland Cup est l'antichambre de la National Rugby League.      | La Queensland Cup est l'antichambre de la National Rugby League.      | La Queensland Cup est l'antichambre de la National Rugby League.      | La Queensland Cup est l'antichambre de la National Rugby League.      | La Queensland Cup est l'antichambre de la National Rugby League.      | La Queensland Cup est l'antichambre de la National Rugby League.      | La Queensland Cup est l'antichambre de la National Rugby League.      | La Queensland Cup est l'antichambre de la National Rugby League.      | La Queensland Cup est l'antichambre de la National Rugby League.      | La Queensland Cup est l'antichambre de la National Rugby League.      | La Queensland Cup est l'antichambre de la National Rugby League.      |
| 2024   | Dragons Catalans         | Super League          |                                                      | 2                                                                     | 4                                                                     | 1                                                                     | -                                                                     | -                                                                     |                                                                       |                                                                       |                                                                       |                                                                       |                                                                       |                                                                       |                                                                       |